# Rhoda Broughton
Pour les articles homonymes, voir Broughton.
Rhoda Broughton (29 novembre 1840 à Denbigh - 5 juin 1920 à Headington Hill) est une romancière et nouvelliste galloise. Elle est connue pour avoir écrit de très nombreux romans, parmi lesquels plusieurs bestsellers, aux thèmes scandaleux dans l'Angleterre victorienne, comme l'homoérotisme et l'émancipation des femmes.
Le critique Richard C. Tobias la nomme « la principale romancière d'Angleterre entre la mort de George Eliot et le début de la carrière de Virginia Woolf ».

## Biographie

### Premières années
Rhoda Broughton naît à Denbigh dans le nord du Pays de Galles le 29 novembre 1840. Elle est la fille du révérend Delves Broughton, fils cadet du révérend Sir Henry Delves-Broughton, 8ème baronnet de Broughton, et de Jane Bennett, fille d'un avocat irlandais, George Bennett. Sa tante, Susanna Bennett, épouse l'écrivain de fiction Sheridan Le Fanu.
Rhoda Broughton développe un goût pour la littérature dans sa jeunesse, en particulier la poésie. Elle est influencée par William Shakespeare, comme le montrent de fréquentes citations et allusions tout au long de ses œuvres.
Bien que Roda soit née dans le nord du Pays de Galles, ses racines irlandaises sont profondes. Sa mère Jane Bennett grandit au 18 Merrion Square à Dublin. En 1856, les parents Bennett louent leur maison au romancier gothique Joseph Sheridan le Fanu et à sa femme Susanna, la sœur de Jane.

### Influence de son oncle Sheridan Le Fanu
Après que Suzanna soit tombée dans le désespoir et soit morte dans des circonstances mystérieuses qui n'ont jamais été discutées, Rhoda Broughton reste proche de son oncle, qui encourage ses ambitions littéraires. Un dimanche après-midi pluvieux de 1867, alors que Rhoda Broughton s'ennuie en lisant The Story of Elizabeth d'Anne Isabella Thackeray Ritchie, « une énergie la pousse à écrire ». Elle écrit furieusement pendant six semaines le roman Not Wisely but Too Well, l'histoire sinistre de la jeune Kate Chester, qui manque de débuter une liaison adultère avec l'égocentrique Dare Stamer. La critique s'interroge sur le caractère semi-autobiographique de l'ouvrage.  
Le Fanu sérialise le roman dans le Dublin University Magazine, qu'il édite à l'époque, et persuade Rhoda Broughton de l'envoyer à l'éditeur George Bentley & Sons. Bentley le refuse après que sa lectrice éditoriale Geraldine Jewsbury le déclare « le conte le plus profondément sensuel que j'ai lu en anglais depuis longtemps ». Lorsque Not Wisely but Too Well est publié par Tinsley Brothers, il devient le premier d'une série de best-sellers extrêmement controversés. Trois ans plus tard, les bibliothèques ambulantes lèvent leur interdiction sur ses livres et la popularité de Rhoda Broughton grimpe en flèche. Pourtant, elle publie anonymement jusqu'en 1872, et la plupart des lecteurs supposent qu'elle est un homme. Un critique de l'Athenaeum déclare : « Que l'auteur n'est pas une jeune femme, mais un homme, qui, dans la présente histoire, se montre dépourvu de raffinement de pensée ou de sentiment et ignorant tout de ce que sont les femmes ou ce qu'elles devraient être, est évident à la lecture de chaque page ». 
Richard Bentley, qui a refusé son premier roman, accepte le second : c'est le début d'une très longue collaboration. Rhoda Broughton présente Mary Cholmondeley à ses éditeurs vers 1887,.

### Style littéraire
Elle s'efforce d'employer la forme populaire en trois volumes, qu'elle a du mal à respecter, et de l'adapter au goût supposé des lecteurs de Bentley. Leur relation professionnelle dure jusqu'à ce que la maison d'édition Bentley soit reprise par Macmillan à la fin des années 1890. À ce moment-là, Rhoda Broughton a déjà publié 14 romans en 30 ans. Dix d'entre eux sont publiés en trois volumes. Après l'échec commercial d'Alas !, elle décide d'écrire des romans en un volume : c'est la forme de ses plus belles œuvres. Somerset Maugham, dans sa nouvelle « The Round Dozen » (1924), également connue sous le titre de « The Ardent Bigamist », observe : « Je me souviens que Mlle Broughton me dit un jour que lorsqu'elle elle était jeune, les gens disaient que ses livres étaient rapides et que lorsqu'elle fut vieille ils lui dirent qu'ils étaient lents, et que c'était un jugement très sévère, puisqu'elle avait écrit exactement le même genre de livre pendant quarante ans ».  
Ses premiers romans acquièrent une réputation de sensationnalisme, avec ses intrigues simples et ses héroïnes aux mœurs légères, de sorte que son travail ultérieur, plus fort, a tendance à être négligé par la critique. Le critique Richard C. Tobias compare son travail avec celui d'autres romanciers de l'époque et conclut que le sien atteint une qualité bien supérieure. 
De son vivant, Rhoda Broughton est une célébrité des bibliothèques ambulantes. Sa renommée et son succès sont tels que certains la satirisent dans des œuvres comme « Groweth Down Like A Toadstool » ou « Gone Wrong » par « Miss Rody Dendron ». On ignore quelle a été sa réaction face à ces railleries. Le style d'écriture de Rhoda Broughton influence d'autres écrivains comme Mary Cecil Hay, notamment en ce qui concerne les dialogues.

### Division des cercles littéraires à son sujet

#### Critiques
Exubérante et férocement indépendante, avec une répartie acerbe, Rhoda Broughton divise l'opinion. James Rennell Rodd la décrit comme ayant « un grand cœur mais un esprit caustique ». 
Lewis Carroll décline une invitation à un événément car Rhoda Broughton y est aussi invitée, expliquant qu'il « désapprouve grandement » ses romans.  
Anthony Trollope l'admire, mais regrette le fait qu'elle « faisait faire et dire à ses dames des choses que les dames ne feraient et ne diraient pas » : « Elles se jettent au cou des hommes, et quand elles ne sont pas acceptées, pensent seulement à comment se jeter à nouveau à leur cou. Mademoiselle Broughton est encore si jeune que j'espère qu'elle surmontera cette erreur ». Rhoda Broughton insiste sur le fait qu'elle ne fait que répondre aux demandes des lecteurs : « puisque le public aime les histoires brûlantes et fortes, je ne suis pas de ceux qui les désobligeront ». 

#### Partisans
Parmi ses partisans figurent Matthew Arnold, Robert Browning et Thomas Hardy. Le plus éminent de ses soutiens est Henry James, avec qui elle reste amie jusqu'à sa mort en 1916. Selon Helen C. Black, lorsque Rhoda Broughton et Henry James sont tous les deux à Londres, celui-ci la visite tous les soirs. 

#### Conflit avec Oscar Wilde
Oscar Wilde et Rhoda Broughton se rencontrent en 1878 quand elle et sa sœur, la veuve Eleanor, arrivent à Oxford pendant la dernière année d'étude d'Oscar, selon le poète Matthew Arnold. L'oncle de Rhoda Broughton, Sheridan Le Fanu, vit dans la même rue que les parents d'Oscar, William et Jane Wilde. À trente-huit ans, Rhoda Broughton est considérablement plus âgée qu'Oscar et est déjà connue pour avoir écrit six romans qui font scandale. 
Quelle que soit la raison de leur désaccord, Oscar Wilde cesse d'inviter Rhoda Broughtonà prendre le thé dans sa chambre d'étudiant à Oxford avec leurs amis communs et elle prend très mal cette exclusion. L'une des participantes régulières des réceptions d'Oscar Wilde est la romancière Margaret Louisa Woods, fille de George Granville Bradley, professeur à l'University College. Celle-ci partage toutes les anecdotes licencieuses qu'elle entend là-bas avec son amie Rhoda Broughton depuis que cette dernière n'y est plus invitée. Selon Woods, Rhoda Broughton déteste Oscar, qui, en retour, se sent intimidé par elle. Son amie la journaliste Ethel Arnold, nièce de Matthew, rapporte les propos de Rhoda Broughton au sujet d'Oscar : « Je ne peux pas oublier ces premières années de ma vie, lorsque ceux dont j'avais le droit et la raison d'attendre de la gentillesse et l'hospitalité ne m'ont montré qu'une froide impolitesse. Je leur en veux encore et je leur en voudrai jusqu'à ma mort ». 
Oscar est furieux lorsque Rhoda Broughton le caricature dans Second Thoughts avec son personnage de Francis Chaloner, un « grand poète pâle » qui porte une « fleur de lotus dans sa main pâle ». Ne laissant aucune place au doute, elle meuble la chambre de Chaloner d'un grand lys blanc dans un grand vase bleu qui côtoie des chevalets supportant « divers tableaux à différents stades de finition ». Son Chaloner est égoïste et sans humour. Margaret Woods se souvient : « La dernière fois que j'ai rencontré Oscar Wilde, c'était lors d'un vernissage de la Royal Academy, il a alors dit qu'il avait récemment croisé Rhoda Broughton et avait trouvé sa langue aussi acérée que jamais ».
Il prend sa revanche en faisant la critique de sa nouvelle « Betty's Visions » pour la Pall Mall Gazette en octobre 1886 : « Personne ne pourra jamais dire d'elle qu'elle a essayé de séparer légèreté et fiction, quelles que soient les critiques les plus sévères sur la construction de ses phrases, elle possède au moins cette touche de vulgarité qui fait du monde entier une seule et même famille. En Philistie se trouve le véritable domaine de Mademoiselle Broughton et en Philistie, elle devrait retourner ».

### Dernières années
Après le rachat de la maison d'édition, Bentley collaborera avec Macmillan et publie six autres romans de Rhoda Broughton. Cependant, sa popularité commence à décliner. Dans une critique publiée dans le New York Times du 12 mai 1906, une certaine K. Clark se plaint que son dernier roman est difficile à se procurer et se demande pourquoi un si bon écrivain est si peu apprécié.
Après 1910, elle est éditée par Stanley, Paul & Co, qui publie trois de ses romans. Son dernier, A Fool in Her Folly (1920), est imprimé à titre posthume avec une introduction par une amie de longue date et collègue écrivain, Marie Belloc Lowndes. Ce travail peut être considéré comme partiellement autobiographique et peut avoir été écrit à une époque antérieure. Il traite des expériences d'un jeune écrivain et reflète les siennes, tout comme son précédent roman A Beginner. Le manuscrit est de sa propre écriture, ce qui est inhabituel, car certains travaux antérieurs ont été dictés à un assistant.
Rhoda Broughton ne se marie jamais et certains critiques supposent qu'une déception amoureuse a été l'impulsion qui l'a poussée à prendre la plume. En cela, elle suit la tradition de grandes romancières célibataires comme Maria Edgeworth, Jane Austen ou Susan Ferrier. Elle passe une grande partie de sa vie avec sa sœur, Eleanor Newcome, jusqu'à la mort de cette dernière à Richmond en 1895. 
Les dernières années de Rhoda Broughton se déroulent à Headington Hill, près d'Oxford, où elle meurt le 5 juin 1920, à l'âge de 79 ans. Une plaque bleue est inaugurée sur sa demeure le 22 octobre 2020,.

## Thèmes récurrents
Tales for Christmas Eve (1873), également intitulé Twilight Stories, est une collection de cinq histoires de fantômes. Robert S. Hadji décrit sa « courte fiction de fantôme » comme n'étant pas aussi terrifiante que celle de son oncle, mais comme étant toutefois « habilement travaillée ». Hadji décrit également l'histoire de Rhoda Broughton « Nothing But the Truth » (1868), aussi intitulée « The Truth, the Whole Truth, and Nothing but the Truth », comme « l'une de ses histoires les plus intelligentes ».
Dans A Beginner (1894), une jeune écrivaine fait publier son oeuvre en secret puis la voit déchirée par des inconnus juste devant son visage. Le roman traite des questions morales de l'écriture et de l'opportunité pour une jeune femme d'écrire une fiction romantique ou même érotique. 
Scylla ou Charybde ? (1895) traite d'une mère cachant son passé infamant à son fils, obsédée par son amour au point d'être jalouse des autres femmes, une intrigue anticipant dans une certaine mesure Sons and Lovers (1913) de Lawrence. Le roman remet en question les conventions sociales en révélant à quel point elles peuvent être destructrices dans leur objectif de faire taire les personnes qui ont pu autrefois s'écarter du bon chemin. On trouve une critique similaire dans le roman Foes in Law (1900), dans lequel la question principale est de savoir quel style de vie est celui qui produit le plus haut degré de bonheur : le conventionnel ou celui qui s'accorde avec les besoins et désirs personnels.
Son roman Dear Faustina (1897) traite d'une héroïne en admiration devant une fille du mouvement New Woman. Cette Nouvelle Femme, Faustine, ne se soucie pas des conventions et consacre son temps à combattre l'injustice sociale. Ou du moins c'est ce qu'elle croit, car le lecteur comprend rapidement que Faustine est plus intéressée par le fait de connaître et impressionner d'autres jeunes femmes. La touche homoérotique réapparaît dans Lavinia (1902), mais cette fois c'est un jeune homme qui apparaît fréquemment efféminé et exprime le souhait d'être né femme. Ce roman traite également de l'engouement britannique pour les héros de guerre. Très subtilement, il interroge les notions dominantes de la masculinité.
The Game and the Candle (1899) ressemble à une réécriture de Persuasion (1818) de Jane Austen : cette fois l'héroïne se marie pour des raisons rationnelles et repousse son véritable amour. Les dernières volontés de son mari mourant l'obligent à choisir entre l'amour et la fortune. Cependant, une nouvelle rencontre avec son ancien amant l'oblige à admettre que c'était en fait une bonne chose qu'elle ne l'ait pas épousé. Son amour s'avère trop superficiel pour son bonheur. Le roman est celui écrit par une femme mûre et sage, qui a l'expérience de la vie.
Une des caractéristiques les plus importantes de ses romans est la critique du rôle et de la position de la femme dans la société. Très souvent, les héroïnes de Rhoda Broughton sont des personnages forts et avec elles, elle parvient à renverser les images traditionnelles de la féminité. Ce point culmine dans A Waif's Progress (1905), dans lequel Rhoda Broughton crée un couple marié qui bouleverse toutes les rôles traditionnels, la femme remplissant le stéréotype masculin du personnage plus âgé et riche.
Rudyard Kipling, dans sa nouvelle « Baa Baa Black Sheep » publiée en 1888, fait allusion au roman Cometh up as a Flower de Rhoda Broughton : « Black Sheep se retira dans la nurserie et lu Cometh up as a Flower avec un intérêt profond et une certaine incompréhension. Il lui avait été interdit de le lire en raison de sa réputation d'« impureté » ».

## Œuvre partielle

### Romans
- Not Wisely, But Too Well (1867)
- Cometh Up as a Flower (1867)
- Red as a Rose is She (1870)
- Good-bye, Sweetheart! (1872)
- Nancy (1873)
- Tales for Christmas Eve (1873), republié sous le titre Twilight Stories (1879)
- Joan (1876)
- Second Thoughts (1880)
- Belinda (1883)
- Doctor Cupid (1886)
- Alas! (1890)
- A Widower Indeed, avec Elizabeth Bisland (1891)
- Mrs. Bligh (1892)
- A Beginner (1893)
- Scylla or Charybdis? (1895)
- Dear Faustina (1897)
- The Game and the Candle (1899)
- Foes in Law (1900)
- Lavinia (1902)
- A Waif's Progress (1905)
- Mamma (1908)
- The Devil and the Deep Sea (1910)
- Between Two Stools (1912)
- Concerning a Vow (1914)
- A Thorn in the Flesh (1917)
- A Fool in her Folly (1920)

### Nouvelles
- « The Truth, the Whole Truth, and Nothing But the Truth » (février 1868), Temple Bar, Vol. 22, pages 340–348
- « The Man with the Nose » (octobre 1872), Temple Bar, Vol. 36, pages 328–342
- « Behold, it was a Dream! » (novembre 1872), Temple Bar, Vol. 36, pages 503–516
- « Poor Pretty Bobby » (décembre 1872), Temple Bar, Vol. 37, pages 61–78
- « Under the Cloak » (janvier 1873), Temple Bar, Vol. 37, pages 205–212
- Tales of Christmas Eve (1873) édité par Bentley ; republié sous le titre Twilight Stories en 1879 et édité par Bentley
  - « The Truth, the Whole Truth, and Nothing But the Truth » (1868)
  - « The Man with the Nose » (1872)
  - « Behold, it was a Dream! » (1872)
  - « Poor Pretty Bobby » (1872)
  - « Under the Cloak » (1873)
- « What it Meant » (septembre 1881), Temple Bar, Vol. 63, pages 82–94
- « Betty's Visions » (15, 22 et 29 décembre 1883), The Bristol Mercury and Daily Post, page 6
- « Mrs. Smith of Longmains » (31 octobre et 7 november 1885), Sheffield and Rotherham Independent, supplément pages 2–3
- Betty's Visions and Mrs. Smith of Longmains (1886 par Routledge Paperback ; 1889 par Blackett)
- « Betty's Visions » (1883)
- « Mrs. Smith of Longmains » (1885)
- « Was She Mad? » (26 décembre 1888), The Belfast News-Letter, pages 3
- « A Home of Rest » (septembre 1891) Temple Bar, Vol. 93, pages 68–72
- « Across the Threshold » (11 juin 1892), The Penny Illustrated Paper Vol. 62, pages 372–373
- « His Serene Highness » (mai 1893), in The Pall Mall Magazine Vol.1, pages 8–19
- « Rent Day » (juin 1893), Temple Bar, Vol. 98, pages 228–248
- « A Christmas Outing » (1895), The Lady's Pictorial Christmas Number
- « A Stone's Throw » (mai 1897), The Lady's Realm Vol. 2, pages 11–17
- « In Five Acts » (10 juillet 1897), The Scranton Republican ; (février 1901), The Ludgate Series 2, Vol. 11, pages 340–351